# 包科尼松博特海伊
包科尼松博特海伊（匈牙利語：Bakonyszombathely）是匈牙利科马罗姆-埃斯泰尔戈姆州所辖的一个村。总面积36.53平方公里，总人口1426，人口密度39.0人/平方公里（2011年1月1日）。